# Відкритий чемпіонат США з тенісу 1996
Відкритий чемпіонат США з тенісу 1996 проходив з 26 серпня по 8 вересня 1996 року на відкритих кортах Тенісного центру імені Біллі Джин Кінг у парку Флашинг-Медоуз у районі Нью-Йорка Квінз. Це був четвертий, останній турнір Великого шолома календарного року. 

## Огляд подій
Минулорічні чемпіони в одиночному розряді відстояли свої титули. Піт Сампрас став чемпіоном США вчетверте й виграв свій 8-й титул Великого шолома. Штеффі Граф стала чемпіонкою США вп'яте й виграла 21-й титул Великого шолома. 
Вудіз виграли парні змагання серед чоловіків. Вони вчетверте стали чемпіонами США. Для Тодда Вудбріджа це був 12-й титул Великого шолома, для Марка Вудфорда — 13-й.
У жіночому парному розряді перемогли Джиджі Фернандес та Наташа Звєрєва. Фернандес стала чемпіонкою США 5-й раз і виграла 15-й мейджор, Зверєва стала чемпіонкою США вчетверте й виграла 17-й титул Великого шолома. 
У міксті перемогли Ліза Реймонд та Патрік Гелбрайт. Реймонд стала чемпіонкою США в міксті вперше й вперше виграла титул Великого шолома, Гелбрейт удруге став чемпіоном США й здобув свій другий титул Великого шолома.

## Результати фінальних матчів

### Дорослі
| Одиночний розряд. Чоловіки      |                                   |                         |
| Піт Сампрас                     | Майкл Чанг                        | 6–1, 6–4, 7–6(7–3)      |
|                                 |                                   |                         |
| Одиночний розряд. Жінки         |                                   |                         |
| Штеффі Граф                     | Моніка Селеш                      | 7–5, 6–4                |
|                                 |                                   |                         |
| Парний розряд. Чоловіки         |                                   |                         |
| Тодд Вудбрідж Марк Вудфорд      | Якко Елтінг Паул Гаргейс          | 4–6, 7–6(7–5), 7–6(7–2) |
|                                 |                                   |                         |
| Парний розряд. Жінки            |                                   |                         |
| Джиджі Фернандес Наташа Звєрєва | Яна Новотна Аранча Санчес Вікаріо | 1–6, 6–1, 6–4           |
|                                 |                                   |                         |
| Мікст                           |                                   |                         |
| Ліза Реймонд Патрік Гелбрайт    | Манон Боллеграф Рік Ліч           | 7–6 (8–6), 7–6 (7–4)    |
|                                 |                                   |                         |

### Юніори
| Одиночний розряд. Хлопці    |                                 |               |
| Даніель Елснер              | Маркус Гіпфль                   | 6–3, 6–2      |
|                             |                                 |               |
| Одиночний розряд. Дівчата   |                                 |               |
| Мір'яна Лучич               | Марлін Вейгертнер               | 6–2, 6–1      |
|                             |                                 |               |
| Парний розряд. Хлопці       |                                 |               |
| Боб Браян Майк Браян        | Даніеле Браччалі Жослін Робішо  | 5–7, 6–3, 6–4 |
|                             |                                 |               |
| Парний розряд. Дівчата      |                                 |               |
| Суріна де Бер Джессіка Стек | Петра Рампре Катарина Среботнік | 6–4, 6–3      |
|                             |                                 |               |